# Шевченко (Новоазовский район)
Шевченко (укр. Шевченко) — село на Украине, находится в Новоазовском районе  Донецкой области. Находится под контролем самопровозглашённой Донецкой Народной Республики.

## География
В Донецкой области имеется ещё 17 одноимённых населённых пунктов, в том числе село Шевченко в соседнем Тельмановском районе.

#### Соседние населённые пункты по странам света
С: Дерсово, Чумак
СЗ: Приморское, Первомайское, Сосновское, Украинское
СВ: Свободное, Калинино
З: —
В: Бессарабка, Хомутово
ЮЗ: Красноармейское, Куликово, Октябрь
ЮВ: Порохня, Седово-Василевка
Ю: Казацкое, Качкарское

## Население
Население по переписи 2001 года составляло 235 человек.

## Общие сведения
Код КОАТУУ — 1423682805. Почтовый индекс — 87613. Телефонный код — 6296.

## Адрес местного совета
87613, Донецкая область, Новоазовский район, с. Казацкое, ул.Ленина, д.39